# Purgatif
Un purgatif est un remède qui a la propriété de purger, de nettoyer, de faciliter les évacuations intestinales.
C'est le nom générique des médicaments qui déterminent des évacuations alvines. Les catégories des purgatifs sont : les laxatifs, les cathartiques et les drastiques.

## Histoire
Dans la médecine hippocratique (IVe – Ve siècle av. J.-C.), la maladie résulte d'un excès ou d'une insuffisance d'une humeur en un lieu donné.
L'action thérapeutique consiste à diriger le flux de cette humeur vers l'extérieur. La pharmacopée hippocratique est en conséquence, très riche en remèdes purgatifs, diurétiques, vomitifs, expectorants, sternutatoires, sudorifiques, emménagogue, etc., pour évacuer les humeurs nocives par les selles, l’urine, la bouche, le nez, les pores (des glandes sudoripares), l’utérus, etc.
En grec ancien, les termes construits sur « καθαιρω » (kathairô), « καθαίρειν » (kathairein), traduits par « purifier, purgation » avaient des usages beaucoup plus larges que leurs traductions françaises. Ils englobaient toutes les évacuations comme vomir, évacuer par le bas, ou comme « καθαίρειν προσθέτοισι » (« purger avec des pessaires »).